# Орден «Гейдар Алиев»
Орден «Гейдар Алиев» (азерб. "Heydər Əliyev" ordeni) — высшая награда Азербайджанской Республики. Учреждён Законом Азербайджанской Республики от 22 апреля 2005 года № 896-IIГ. Назван в честь третьего президента Азербайджана Гейдара Алирза оглы Алиева.
Орденом «Гейдар Алиев» награждаются граждане Азербайджана за выдающиеся заслуги в процветании, величии и славе Азербайджана; за мужество и отвагу, проявленные в деле защиты Родины и государственных интересов Азербайджанской Республики. Президенту Азербайджана орден вручается по статусу.

## Иностранные граждане
Иностранные граждане награждаются орденом «Гейдар Алиев» в следующих случаях:
- за выдающиеся заслуги перед Азербайджаном;
- за особые заслуги в деле претворения азербайджанской идеи, укрепления солидарности азербайджанцев всего мира;
- за особые заслуги в налаживании политических, экономических, научных и культурных связей Азербайджана с другими странами;
- звезда и цепь с изображением мечей к ордену «Гейдар Алиев», присваиваются в соответствии с пунктом 32 статьи 109 Конституции Азербайджана (то есть, это находится в исключительной компетенции президента).

## Ношение ордена

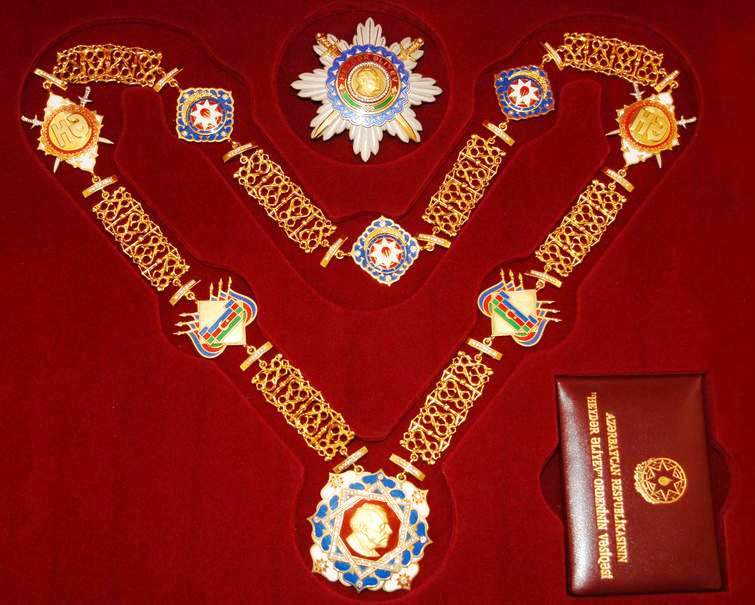
Орденская цепь, звезда, значок и удостоверение ордена «Гейдара Алиева»

Орден «Гейдар Алиев» носится на левой стороне груди, а в случае, если имеются другие награды, выше этих орденов и нагрудных знаков.

## Составляющие
Орден «Гейдар Алиев» включает в себя звезду, знак и орденскую цепь. Изготовлено два варианта звезды и цепи — с мечами и без. При изготовлении ордена было использовано 533,29 грамма бронзы 525-й пробы, 3,89 грамма серебра 999-й пробы, 57,42 граммов золота 750-й пробы, 6,42 граммов золота 999-й пробы, 8 бриллиантов общим весом 0,83 карата, 224 бриллианта общим весом 5,34 карата, 67 бриллиантов общим весом 1 карат (общее количество использованных бриллиантов — 299).
Восьмиконечная звезда ордена, предусмотренная для ношения на груди, изготовлена из серебра. Концы звезды изготовлены в виде цветочных лепестков. Расстояние между противоположными концами звезды составляет 82 мм. На поверхности звезды помещена круглая пластина с волнообразной окружностью. На звезде с мечом данная пластина, проходя через четыре конца звезды, крепится на двух скрещенных мечах. Мечи изготовлены из серебра и покрыты позолотой. Длина каждого меча — 82 мм, ширина — 4 мм. К рукояти каждого из мечей крепится бриллиантовый камень.
Посредине пластины с волнообразной окружностью на полированной пластине, расположенной на круглом медальоне, изображен барельеф Гейдара Алиева. Пластина изготовлена из золота 750-й пробы. Медальон обрамлен внутренним кольцом с сорока двумя бриллиантовыми камнями на нём. В верхней части среднего кольца с нанесенной на неё красной эмалью, окружающего внутреннее кольцо, золотыми буквами написаны слова «Гейдар Алиев», нижняя же часть украшена тремя бриллиантовыми камнями внутри ромбовидного орнамента, между ними — две дугообразные полосы с нанесенной на них зелёной эмалью. Среднее кольцо окружено внешним кольцом голубого цвета с волнообразной окружностью; на нём внутри треугольных гравировок крепятся двадцать бриллиантовых камней.
Знак ордена «Гейдар Алиев», который носится на шее и свисает на грудь, состоит из основания в виде четырёхугольного орнамента с нанесенной на него белой эмалью. К элементам орнамента, выполненным в виде звезд с нанесенной на них красной эмалью, крепятся бриллиантовые камни. На основании размещается четырёхугольный орнамент с нанесенной на неё голубой эмалью. К каждому из четырёх концов орнамента крепится бриллиантовый камень. Основание и размещенный на нём орнамент изготовлены из серебра и покрыты позолотой.
В центральной части знака крепится пластина, изготовленная из золота 750-й пробы. Пластина покрыта эмалью темно-красного цвета. В центре пластины размещен изготовленный из золота 750-й пробы барельеф Гейдара Алиева. Барельеф обрамлен рамкой правильной геометрической формы в виде двух скрещенных квадратов. На поверхности квадратов крепятся сто двенадцать бриллиантовых камней. Рамка изготовлена из серебра и покрыта позолотой. Высота знака 67 мм, ширина — 67 мм.
Цепь ордена состоит из пятнадцати элементов, выстроенных в определенном порядке. К данным элементам относятся:
- расположенные справа и слева от цепи две декоративные пластины, состоящие из скрещенных флагов и покрытые эмалью голубого, красного и зелёного цветов. В центре пластин изображен Государственный флаг Азербайджанской Республики;
- расположенные справа и слева от цепи два четырёхугольных орнамента, покрытых белой эмалью. В центре их размещен круглый медальон обрамленный орнаментом с нанесенной на него красной эмалью. В центре медальона — вензель с инициалами Гейдара Алиева. На цепи с мечом под медальоном размещены скрещенные серебряные мечи;
- размещенные справа и слева от цепи, а также в её верхней части три пластины, обработанные голубой, красной и зелёной эмалью, с изображением Государственного герба Азербайджанской Республики.

Указанные элементы с помощью пластинок, украшенных ста двенадцатью бриллиантовыми камнями (шестнадцать пластинок с семью бриллиантовыми камнями на каждой), крепятся к широкой цепи.
Поверхность оборотной стороны ордена — гладкая, с выгравированным на ней номером ордена и с соответствующим элементом для крепления к одежде.